# اشیاء جرم‌سیاره‌ای
اشیاء جرم‌سیاره‌ای (انگلیسی: Planetary-mass object) یا (PMO) برابر تعریف انجمن بین‌المللی دانش زمین‌شناسی از وضعیت ژئوفیزیکی اجرام آسمانی: جرم سیاره‌ای هر جرم آسمانی است که به اندازهٔ کافی برای به‌دست آوردن تعادل هیدرواستاتیکی جرم داشته‌باشد (با گرانش خود کروی شده‌باشد)، اما نه به آن حد که برای حفظ همجوشی هسته‌ای؛ مانند یک ستاره، جرم داشته‌باشد.
هدف از چنین اصطلاحی اشاره به طیف گسترده‌تری از اجرام آسمانی در برابر مفهوم سیاره است؛ زیرا بسیاری از اجرام مشابه از نظر ژئوفیزیک با انتظارات معمولی یک سیاره مطابقت ندارند. اجرام با جرم سیاره‌ای را می‌توان در مبدأ و مکان کاملاً متمایز کرد.